# Gabusan
Gabusan is een bestuurslaag in het regentschap Blora van de provincie Midden-Java, Indonesië. Gabusan telt 6542 inwoners (volkstelling 2010).